# 580619 Harangiszabolcs
580619 Harangiszabolcs este o planetă minoră (asteroid) din Inner Main Belt⁠(d). A fost descoperită pe 1 octombrie 2011 la Piszkéstetői Obszervatórium⁠(d) de Krisztián Sárneczky⁠(d). 
Obiectul prezintă o orbită caracterizată de o semiaxă mare de 1,86464082817 UAi, o excentricitate de 0,095409868446162, o înclinație de 17,907333999805 ° în raport cu ecliptica.